# Ahmed Taoufik El Madani

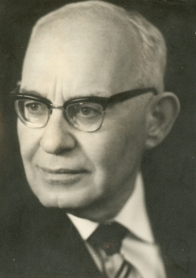
Ahmed Taoufik El Madani in den späteren 1970er Jahren

Ahmed Taoufik El Madani, auch Ahmed Tewfik El Madani (arabisch أحمد توفيق المدني, DMG Aḥmad Taufīq al-Madanī; * 1. November 1898 in Tunis; † 18. Oktober 1983 in Algier), war ein algerischer Historiker und Politiker. Er war als Politiker in Tunesien sowie in Algerien tätig.

## Biografie

### Jugend in Tunesien
Ahmed Taoufik wurde 1898 in Tunis als Sohn algerischer Eltern türkischer Abstammung, die 1872 nach dem Fehlschlag der Mokrani-Revolte nach Tunesien ausgewandert waren, geboren. Er besuchte  von 1913 bis 1915 die Universität Ez-Zitouna. Später wurde er einer der Gründer der nationalistischen Destur-Partei, die mehrere Mitglieder algerischer Abstammung zählte, wie z. B. ihren Präsidenten Abdelaziz Thâalbi. Taoufik tat sich hervor, indem er heimlich in die Kaserne der Kasbah von Tunis eindrang, um Thâalbi zu treffen.

### Figur der nationalen Bewegung
Nachdem er 1925 ins Exil nach Algerien gegangen war, nahm er an der Gründung der Vereinigung der algerischen muslimischen Rechtsgelehrten unter der Präsidentschaft des Imams Abdelhamid Ben Badis teil. Er wurde 1931 politischer Redakteur der Zeitschrift Al Shihab und danach Chefredakteur dieser Zeitschrift. Er wurde 1952 permanenter Sekretär der Front algérien pour la défense et le respect de la liberté und nahm an der Gründung der Nationalen Befreiungsfront (FLN) teil.
1956 reiste er mit seinem Freund Sheikh Abbas nach Kairo, wo sie an der Gründung der Provisorischen Regierung der algerischen Republik unter der Präsidentschaft von Ferhat Abbas teilnahmen. El Madani wurde zum Leiter des Arabischen Amtes des FLN Kairo ernannt (1956–1958). Später wurde er Kultusminister der ersten provisorischen Regierung, und nach der Unabhängigkeit des Landes Minister für Waqf unter der Präsidentschaft von Ahmed Ben Bella. Er wurde später auch Botschafter Algeriens im Irak, in der Türkei und im Iran.

### Als Historiker
Als Historiker und Mitglied der Akademie der Arabischen Sprache veröffentlichte er mehrere Bücher über den Maghreb: Histoire de l'Afrique du Nord, ou Carthage en quatre siècles, Le Livre de l'Algérie, Les Musulmans en Sicile et dans le sud de l'Italie, La Géographie de l'Algérie et Ibn Khaldoun et l'Algérie. In seinen Werken pries er unter anderem die muslimischen und arabischen Ahnen Algeriens. Er verfasste auch Denkschriften sowie ein Theaterstück, Hannibal (1950), das für die Verstärkung des tuniesischen Nationalgefühls bestimmt war.
Nach dem Historiker Ali Merad war El Madani „eine der Figuren, die am aktivsten zur Ausarbeitung des Nationalismus im Laufe der Zwischenkriegszeit beitrugen.“